# Tratatele de la Locarno

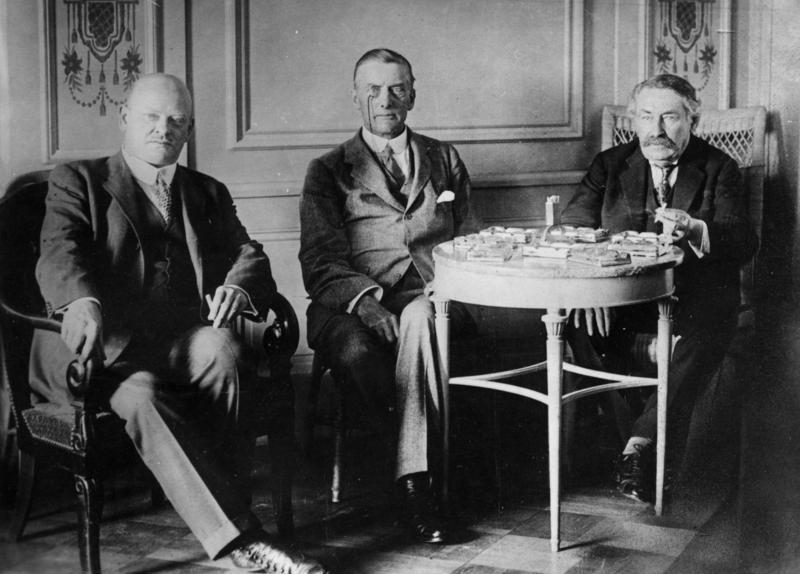
De la stânga la dreapta, Gustav Stresemann, Austen Chamberlain și Aristide Briand în timpul negocierilor Tratatelor de la Locarno (5-16 octombrie 1925)

Tratatul de la Locarno (5 - 16 octombrie 1925) a avut ca părți semnatare Germania, Franța, Italia, Marea Britanie, Belgia, Cehoslovacia, Polonia și prevedea angajamentul Germaniei de a garanta granițele Belgiei și Franței, precum și angajamentul Franței și Belgiei de a garanta integritatea granițelor vestice ale Germaniei, în cazul unui nou atac, așa cum a fost ocuparea franco-belgiană a zonei Ruhr în 1923. Lacuna tratatului a fost lipsa unui angajament al Germaniei de a garanta granițele statelor din Europa de Est, lăsând, astfel, deschisă posibilitatea revizuirii. La data de 7 martie 1936, Germania a anulat unilateral tratatul.